# آپلسخا
آپلسخا (به هلندی: Appelscha) یک منطقهٔ مسکونی در هلند است که در اوست‌استلینگ‌ورف واقع شده‌است. آپلسخا ۴٬۷۴۰ نفر جمعیت دارد.